# Commissione per l'efficienza della giustizia del Consiglio d'Europa
La Commissione per l'efficienza della giustizia del Consiglio d'Europa (abbreviata in CEPEJ, acronimo di European Commission for the Efficiency of Justice), é un organismo giudiziario composto da tecnici, rappresentativo dei 47 paesi che ne fanno parte, per testare e monitorare l'efficienza ed il funzionamento dei sistemi giudiziari europei.
La commissione pubblica ogni 2 anni un rapporto sullo stato della giustizia in tutti gli Stati partecipanti.
Vengono garantiti anche osservatori e consulenti, con organizzazioni non governative, al di fuori dei paesi europei.

## Informazioni
Oltre al rapporto biennale, la commissione ha sviluppato un database in cui vengono caricati i dati statistici relativi alla gestione del potere giudiziario in ciascun Paese membro.